# باتريك روسينغرين
باتريك روسينغرين (بالسويدية: Patrik Rosengren)‏ (25 يوليو 1971 في السويد - ) هو لاعب كرة قدم سويدي في مركز الدفاع. لعب مع نادي كالمار وMjällby AIF ‏.

## روابط خارجية
- باتريك روسينغرين على موقع اتحاد السويد (السويدية)
- باتريك روسينغرين على موقع قاعدة بيانات كرة القدم.إي يو (الإنجليزية)
- باتريك روسينغرين على موقع عالم كرة القدم.نت (الإنجليزية)